# Río Turká
El río Turká (del ruso: Турка́) discurre por la Buriatia de Rusia. Es un afluente del lago Baikal, lo que lo hace subafluente del río Yeniséi a través del lago Baikal y del Angará.

## Geografía
El río nace al este del lago Baikal, sobre la vertiente occidental del macizo montañoso de los montes Ikat (Ikatski Jrebet), cuya cima más elevada alcanza los 2.573 m. La fuente se encuentra cerca (al oeste) de la del Vitim. Desde su nacimiento, discurre globalmente en dirección al oesudoeste. Su cuenca se encuentra al sur de la del Barguzín. Al sudeste, su cuenca se encuentra separada de la del Kurbá por los montes Ulán-Burgás, continuación al nordeste de los montes Jamar-Dabán. Tras un recorrido de alrededor de 240 km, el Turká desemboca en el lago Baikal al nivel de la ciudad de Turká (orilla este).
En su recorrido el Turká no atraviesa centros urbanos importantes, la única ciudad a destacar es Turká, situada cerca de su desembocadura.

## Hidrometría - caudal mensual en Sobolija
El caudal del Turká ha sido observado durante 57 años (1938 a 1997) en Sobolija, pequeña localidad situada a 26 km de su desembocadura en el lago Baikal.
El caudal interanual medio observado en Sobolija en este periodo fue de 49.6 m³/s para una superficie tenida en cuenta de 5.050 km², más del 95% del total de la cuenca del río. La lámina de agua que se vierte en esta área asciende a los 310 mm al año, que puede considerarse como elevada.
Río alimentado en parte por la fusión de las nieves, pero también por las lluvias abundantes de verano y otoño, el Turká es un río de régimen pluvio-nival.
Las crecidas se desarrollan de primavera a principios de otoño, con una cima de mayo a julio, lo que corresponde al deshielo y la fusión de las nieves, sobre todo las de las cumbres de la cuenca. En agosto, el caudal baja aunque moderadamente, y esta bajada se prolonga al resto del año. A finales de otoño, el caudal cae, lo que constituye el principio del periodo de estiaje, que dura desde diciembre a abril inclusive. Esta temporada de estiaje corresponde a las importantes heladas que se abaten por toda Siberia.
El caudal medio mensual observado en marzo (mínimo de estiaje) es de 18.1 m³/s, lo que representa un 18.5% del caudal del mes de mayo (96,0 m³/s), lo que subraya la amplitud reducida de las variaciones estacionales. En la duración de la observación de 57 años, el caudal mensual mínimo ha sido de 8.8 m³/s en febrero de 1967, mientras que el máximo se elevó a 359 m³/s en julio de 1988.
En lo que concierne al periodo estival, libre de hielos (de junio a octubre inclusive), el caudal mensual mínimo observado fue de 20.2 m³/s en octubre de 1946.
Caudal medio mensual del Turká (en m³/s) medidos en la estación de Sobolija
Datos calculados en 57 años